# Julie Clary
Marie Julie Bonaparte (născută Clary; 26 decembrie 1771 – 7 aprilie 1845) a fost regină consort a Spaniei, Neapolelui și Siciliei ca soție a regelui Joseph Bonaparte, care a fost rege a Neapolelui și Siciliei din ianuarie 1806 până în iunie 1808 și mai târziu rege al Spaniei, din 25 iunie 1808 până în iunie 1813.

## Biografie
Julie Clary s-a născut la Marsilia, Franța, ca fiică a lui François Clary (1725-1794), un bogat producător de mătase și cea de-a doua soție, Françoise Rose Somis (1737-1815).
Sora ei cu șase ani mai mică, Désirée Clary, a devenit regină a Suediei și Norvegiei (ca Desideria) când soțul ei, mareșalul Bernadotte, a fost încoronat ca regele Carol al XIV-lea Ioan al Suediei. Fratele ei, Nicholas Joseph Clary, a fost numit Conte Clary și s-a căsătorit cu Anne Jeanne Rouyer. 
La 1 august 1794, la  Cuges-les-Pins, Julie s-a căsătorit cu Joseph Bonaparte, fratele mai mare al lui Napoléon Bonaparte.

### Regină
În 1806, soțul ei a fost numit rege al Neapolelui iar ea a devenit regină.
În 1808, Joseph a fost numit rege al Spaniei. Julie, deși regină a Spaniei n-a locuit niciodată acolo, preferând Mortefontaine în Franța. A fost ținută la curent cu aventurile amoroase ale soțului ei cu contesa de Jaruco, Teresa de Montalvo și Maria del Pilar Acedo marchiză de Montehermoso.

### După căderea lui Napoleon
După înfrângerea armatei lui Napoleon în Bătălia de la Vitoria la 21 iunie 1813 și intrarea trupelor aliate în Paris în anul 1814, Julie a cumpărat castelul Prangins din Elveția, în apropiere de Lacul Léman.
După Bătălia de la Waterloo și a doua cădere a lui Napoleon, Joseph a cumpărat o proprietate în Statul New York, în apropiere de Râul Delaware cu veniturile din vânzarea picturilor spaniole luate din palatele, castelele, mănăstirile și primăriile din Madrid.
În 1816, sora ei Desiree, care era Prințesă Moștenitoare a Suediei, a dorit să o aducă pe Julie cu ea în Suedia; totuși, soțul ei a văzut acest lucru ca neînțelept, Julie fiind un membru al familiei Bonaparte și prezența ei ar fi putut fi luată ca un semn că el e de partea detronatului Napoleon.

### Ultimii ani
Julie a plecat cu fiicele ei la Frankfurt, unde a stat șase ani, separată de soțul ei. Mai târziu s-a stabilit la Bruxelles, apoi la Florența la palatul Serristori. Nu a socializat cu francezi. A fost descrisă ca fiind fermecătoare, liniștită, demnă și în general plăcută. În acestă perioadă s-a despărțit de sora ei Desiree, care, ca regină s Suediei, s-a mutat în Suedia. 
În 1840, Joseph s-a alăturat Juliei în Florența. În ciuda adulterelor lui, ea se referea la Joseph cu "soțul meu iubit". Joseph Bonaparte a murit în brațele ei la 28 iulie 1844 la vârsta de 76 de ani. Ea a murit opt luni mai târziu, la 7 aprilie 1845, la vârsta de 73 de ani. Au fost înmormântați alături la biserica Santa Croce din Florența.

### Copii

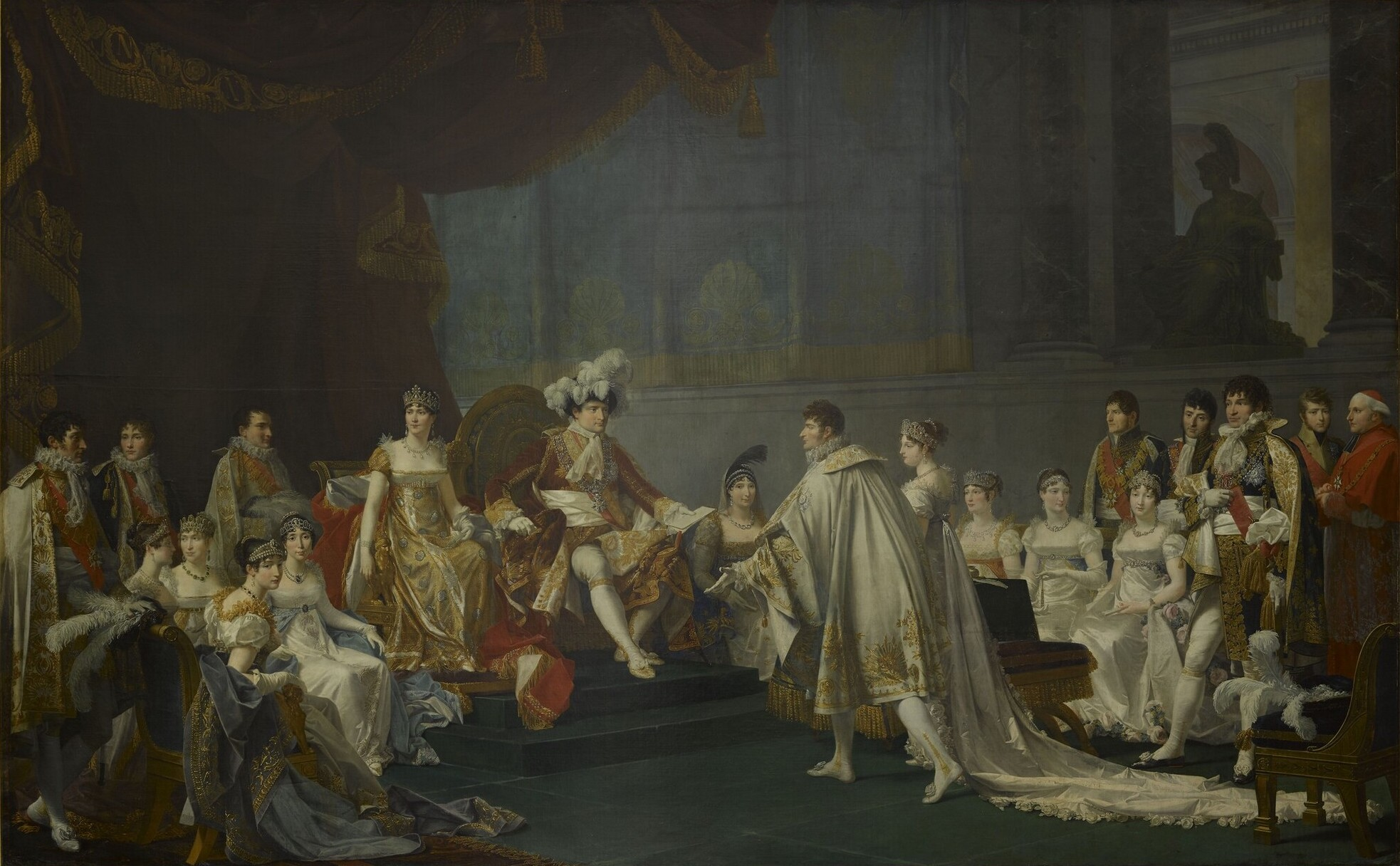
Căsătoria dintre Julie și Joseph Bonaparte

Joseph și Julie Bonaparte au avut trei fiice:
- Julie Joséphine Bonaparte (1796–1796).
- Zénaïde Laetitia Julie Bonaparte (8 iulie 1801 – 1854); căsătorită în 1822 cu Charles Lucien Bonaparte.
- Charlotte Napoléone Bonaparte (31 octombrie 1802 – 2 martie 1839); căsătorită în 1826 cu Napoleon Louis Bonaparte.